# Castană

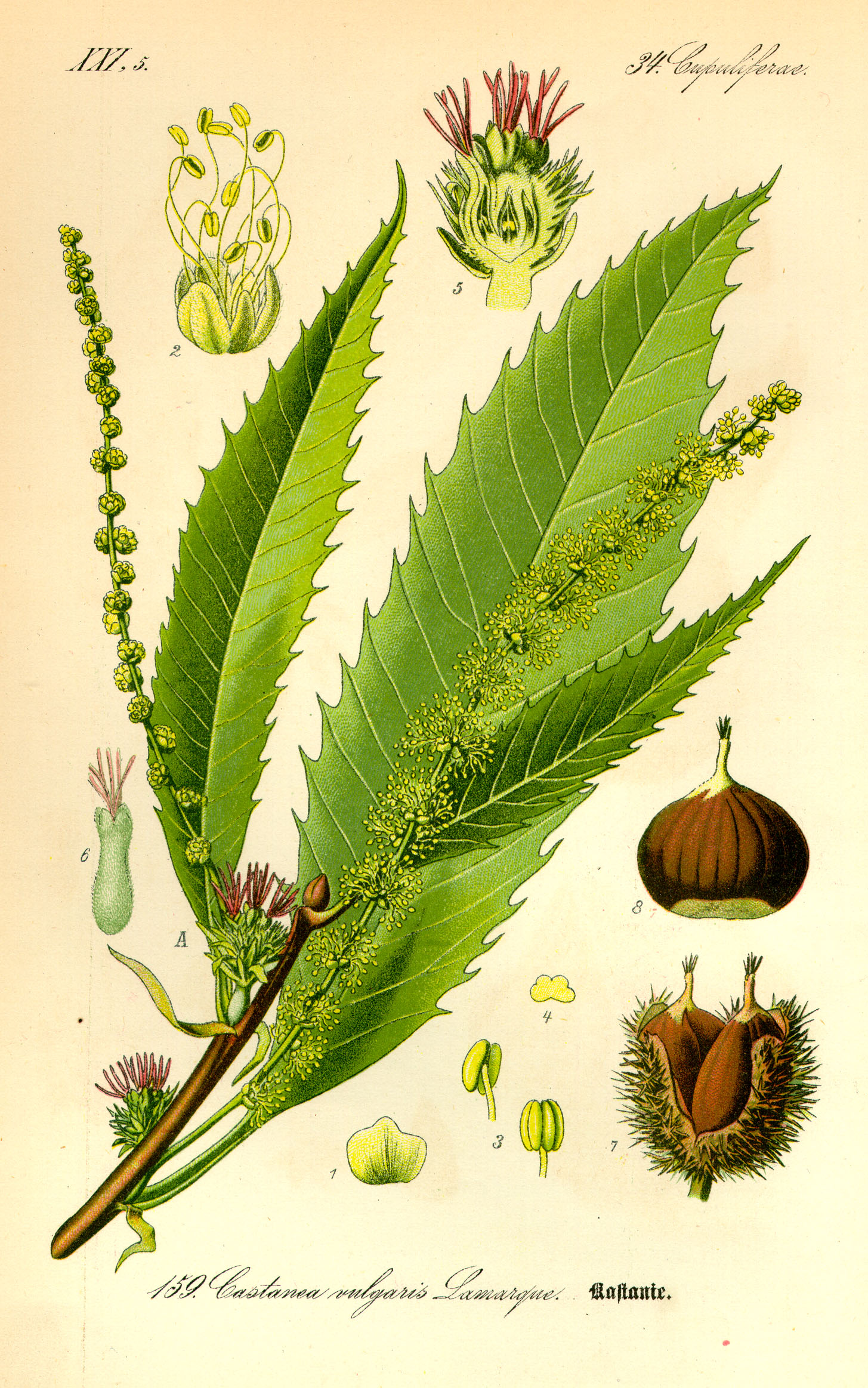
Ilustrație a frunzelor, florilor și fructelor castanului, de Otto Wilhelm Thomé, din Flora von Deutschland, Österreich und der Schweiz, 1885.

Denumirea de castană face referire la fructul arborelui numit castan.